# Distrito judicial de Huancavelica
El distrito judicial de Huancavelica es una división administrativa del Poder Judicial del Perú. Tiene como sede la ciudad de Huancavelica y su competencia se extiende a las provincias huancavelicanas de  de Huancavelica, Angaraes, Acobamba, Castrovirreyna y Huaytará.

## Historia
Los inicios de este distrito judicial se remontan a la creación de la Corte Superior de Justicia de Huancavelica, la misma que fue creada el 18 de diciembre de 1942 mediante Ley N° 9696 durante el mandato del presidente Manuel Prado Ugarteche la misma que tendría jurisdicción sobre todas las provincias del departamento de Huancavelica. La instalación de esta corte se realizó el 6 de enero de 1944. El presidente de la corte fue el señor Alejandro Álvarez León .

## Jurisdicción
El distrito judicial de Huancavelica tiene una jurisdicción sobre cuatro de las provincias del departamento de Huancavelica (Huancavelica, Angaraes, Acobamba y Castrovirreyna). La provincia de Churcampa está dentro de la competencia del distrito judicial de Ayacucho, la provincia de Tayacaja bajo la del Distrito Judicial de Junín y la provincia de Huaytará bajo la del distrito judicial de Ica.